# Patrick Pichette
Patrick Pichette est un gestionnaire canadien (québécois). Ancien président des opérations de Bell Canada, il occupe le poste de premier vice-président et directeur financier de Google du 1er août 2008 à mars 2015.
En juin 2020, Twitter le nomme président de son conseil d'administration.

## Biographie
Patrick Pichette obtient un baccalauréat en gestion des affaires de l'Université du Québec à Montréal en 1987. Par la suite, il obtient une maîtrise en philosophie, politique et économie du Pembroke College de l'Université d'Oxford (en tant que récipiendaire d'une bourse Rhodes).
Avant de se joindre à Google, il a travaillé pour Call-Net Enterprises, McKinsey & Company et Bell Canada (2001-2008).
Il siège au conseil d’administration de Bombardier et de la Fondation Pierre Elliott Trudeau. Il est aussi membre du conseil d'administration d'Ingénieurs sans frontières (Canada) qu'il a présidé durant plusieurs années. Il est directeur financier chez Google entre 2008 et 2015.
En mars 2015, il annonce sa volonté de quitter Google et de se consacrer à sa vie familiale et d’autres projets personnels. Il s’engage à rester à son poste jusqu’à ce que son successeur soit nommé puis à assurer une période de transition.
Il est directeur du conseil d'administration de Twitter entre 2020 et 2021. Il se fait congédier par Elon Musk lors du rachat du réseau social par ce dernier.
Fin 2022, il est associé de la compagnie INOVIA.

## Fairmont Kenauk
En 2013, Patrick Pichette et ses partenaires acquièrent une réserve faunique de Kenauk au Québec au prix de 40 millions de dollars canadiens,.